# Liste des ambassadeurs d'Espagne en Allemagne
L’ambassadeur d'Espagne en Allemagne est le représentant légal le plus important du royaume d'Espagne en République fédérale d'Allemagne. Nommé en Conseil des ministres, il dirige les offices qui dépendent de l'Ambassade dont le siège est à Berlin. De même, il informe le gouvernement espagnol sur l'évolution des évènements en Allemagne, négocie au nom de l'Espagne et peut signer ou ratifier des conventions. Il observe le développement des relations bilatérales dans tous les domaines et s'assure de la protection des intérêts espagnols et de ces citoyens en Allemagne.

## Ambassadeurs successifs
| Début            | Fin              | Ambassadeur                                   | Observations |
| ---------------- | ---------------- | --------------------------------------------- | --- |
| 1492             | 1509             | Gutierre Gomez de Fuensalida                  | Ambassadeur auprès du Saint-Empire romain germanique.                                                                        |
| 1564             | 1578             | Francisco Hurtado de Mendoza                  | Ambassadeur auprès du Saint-Empire romain germanique.                                                                        |
| 1578             | 1581             | Juan de Borja y Castro                        | Ambassadeur auprès du Saint-Empire romain germanique.                                                                        |
| 1581             | 1608             | Guillem de Santcliment                        | Ambassadeur auprès du Saint-Empire romain germanique.                                                                        |
| 1608             | 1617             | Baltasar de Zúñiga y Velasco                  | Ambassadeur auprès du Saint-Empire romain germanique.                                                                        |
| 1856             | 1857             | Francisco Estrada                             | - |
| 1857             | 1859             | Cayo Marqués de San Carlos Quiñones de León   | - |
| 1859             | 1862             | Manuel Rancés y Villanueva                    | - |
| 1862             | 1864             | Juan Antonio Rascón Navarro Seña y Redondo    | - |
| 1864             | 1866             | Tomás de Ligués y Bardají                     | - |
| 1869             | 1872             | Juan Antonio Rascón Navarro Seña y Redondo    | - |
| 1872             | 1874             | Patricio de la Escosura                       | - |
| 1875             | 1888             | Francisco Merry y Colom                       | - |
| 1888             | 1890             | Juan Antonio Rascón Navarro Seña y Redondo    | - |
| 1892             | 1893             | Miguel de los Santos de Bañuelos y Travel     | - |
| 1893             | 1900             | Felipe Méndez de Vigo                         | Siégeait au palais Tiele-Winkler, rue Regentenstr (actuelle rue Hitzigallee) nº 15, à Berlin.                                |
| 1900             | 1906             | Ángel de Ruata y Sichar                       | - |
| 1906             | 1920             | Luis Polo de Bernabé                          | - |
| 1920             | 1927             | Pablo Soler y Guardiola                       | - |
| 1927             | 1931             | Fernando Espinosa de los Monteros             | Dernier ambassadeur du Royaume d'Espagne avant la II République.                                                             |
| 1931             | 1932             | Américo Castro Quesada                        | Premier ambassadeur de la II République espagnole.                                                                           |
| 1932             | 1933             | Luis Araquistáin y Quevedo                    | - |
| 1933             | 1934             | Luis de Zulueta y Escolano                    | - |
| 1935             | 1936             | Francisco Agramonte y Cortijo                 | Dernier ambassadeur de la II République espagnole.                                                                           |
| 1937             | 1940             | Antonio Magaz y Pers                          | Premier ambassadeur de l'Espagne franquiste.                                                                                 |
| 1940             | 1941             | Eugenio Espinosa de los Monteros y Bermejillo | - |
| 1941             | 1942             | José Finat y Escrivá de Romaní                | - |
| 1942             | 1945             | Ginés Vidal y Saura                           | Transfert en mars 1943 de l'ambassade vers l'avenue Liechtensteinallee nº 1, à Berlin.                                       |
| 1945             | 1951             | aucun                                         | Interruption des relations diplomatiques entre l'Allemagne et l'Espagne.                                                     |
| 1951             | 1959             | Antonio María Aguirre y Gonzalo               | Transfert de l'ambassade à Bonn.                                                                                             |
| 1959             | 1964             | Luis de Urquijo y Lanchedo                    | - |
| 1964             | 1971             | José Sebastián de Erice y O'Shea              | - |
| 1971             | 1974             | Francisco Javier Conde García                 | - |
| 1975             | 1981             | Emilio Garrido y Díaz-Cabañete                | Dernier ambassadeur de l'Espagne franquiste.                                                                                 |
| 1982             | 1983             | Juan Durán-Loriga Rodrigáñez                  | - |
| 1983             | 23 janvier 1991  | Eduardo Foncillas Casaus                      | - |
| 23 janvier 1991  | 2 septembre 1996 | Fernando Perpiñá-Robert Peyra                 | - |
| 2 septembre 1996 | 20 juillet 2002  | José Pedro Sebastián de Erice y Gómez-Acebo   | Dernier ambassadeur en résidence à Bonn ; transfert en août 1999 de l'ambassade vers la rue Schönberger Ufer nº89, à Berlin. |
| 7 septembre 2002 | 15 mai 2004      | José Rodríguez-Spiteri Palazuelo              | Transfert en octobre 2003 de l'ambassade vers l'avenue Liechtensteinallee nº1, à Berlin.                                     |
| 1er juin 2004    | 2 août 2008      | Gabriel Busquets Aparicio                     | - |
| 2 août 2008      | 10 mars 2012     | Rafael Dezcallar de Mazarredo                 | - |
| 10 mars 2012     | 2 décembre 2016  | Juan Pablo García-Berdoy y Cerezo             | - |
| 13 janvier 2017  |                  | María Victoria Morera Villuendas              | - |